# Ruth Glöss
Ruth Glöss (* 2. August 1928 in Dresden; † 7. Dezember 2014 in Berlin) war eine deutsche Schauspielerin und Hörspielsprecherin.

## Leben
Ruth Glöss nahm Schauspielunterricht im Schauspielstudio „Max Eckhart und Alfons Mühlhofer“ in Dresden. Ihre künstlerische Arbeit begann sie als Kabarettistin. Als Theaterschauspielerin hatte sie Engagements am Theater Greiz, am Staatstheater Cottbus, am Theater Gera und an den Städtischen Bühnen Karl-Marx-Stadt. Danach spielte sie von 1964 bis 1983 an der Volksbühne Berlin. Dort trat sie unter anderem als Königin Anna in der Salonkomödie Das Glas Wasser (1966), als Lady Milford in Kabale und Liebe (1967), später auch als alte Pförtnerin in Macbeth (1982, Regie: Heiner Müller; mit Corinna Harfouch als Lady Macbeth) auf.
Für ihre Darstellung der Miss Gilchrist in dem Theaterstück Die Geisel von Brendan Behan am Maxim-Gorki-Theater erhielt sie 1966 den Kritikerpreis als „Beste Darstellerin“. 1982 erhielt sie den Kritikerpreis für die „Beste Darstellerin der Spielzeit“.
Seit der Spielzeit 1986/1987 war sie Mitglied des Berliner Ensembles, dem sie bis zu ihrem Tod angehörte. Dort verkörperte sie schwerpunktmäßig tragische Rollen im Rollenfach der Alten. Zu ihren Rollen dort gehörten: Blutige Frau in Der aufhaltsame Aufstieg des Arturo Ui, die Hofdame in Leonce und Lena, Alte Hure in Die Dreigroschenoper, die Alte in Totentanz, die Haushälterin Brigitte in Das Käthchen von Heilbronn und der Narr (Fool) in einer Bühnenfassung der Shakespeare-Sonette in einer Inszenierung von Robert Wilson.
Glöss spielte in insgesamt über 100 Fernseh- und Kinofilmen mit. Zu ihren wichtigen Fernsehrollen gehörten die Frau Wittenberger in dem Fernsehmehrteiler Die Bilder des Zeugen Schattmann (1972), die Josefina in dem Schauspiel Morgen werde ich einen Sombrero tragen (1981), die Witwe Bimm in der Literaturverfilmung Altes Herz geht auf die Reise (1987), nach einem Roman von Hans Fallada sowie die Darstellung der Königin von Eisenerz in dem aufwendig inszenierten DEFA-Märchenfilm Rapunzel oder Der Zauber der Tränen (1988) auf der Basis des grimmschen Kindermärchens. Außerdem spielte sie in mehreren Episoden der Krimiserien Polizeiruf 110 und Der Staatsanwalt hat das Wort mit.
Nach der Wende übernahm Glöss gelegentlich Rollen in Fernsehserien Wolffs Revier (2004), Bella Block (2005), KDD – Kriminaldauerdienst (2008) und Türkisch für Anfänger (2009).
In dem Märchenfilm Die zertanzten Schuhe war sie 2011 in der Rolle der Alten zu sehen.
Ruth Glöss starb am 7. Dezember 2014 in Berlin im Alter von 86 Jahren.

## Filmografie (Auswahl)
- 1962: Tanz am Sonnabend – Mord?
- 1965: Endlich allein
- 1966: Der Staatsanwalt hat das Wort: Der Rosenkavalier (Fernsehreihe)
- 1971: Die Pulverprobe
- 1972: Die Bilder des Zeugen Schattmann (Fernsehserie)
- 1973: Das zweite Leben des Friedrich Wilhelm Georg Platow
- 1975: Kriminalfälle ohne Beispiel: Mord im Märkischen Viertel (Fernsehreihe)
- 1976: Das Untier von Samarkand
- 1977: Dantons Tod (Studioaufzeichnung)
- 1978: Polizeiruf 110: Die letzte Chance (Fernsehreihe)
- 1979: Professor Tarantoga und ein seltsamer Gast
- 1981: Morgen werden ich einen Sombrero tragen
- 1982: Märkische Forschungen
- 1982: Der Lumpenmann (Fernsehfilm)
- 1987: Altes Herz geht auf die Reise
- 1990: Alter schützt vor Liebe nicht (Fernsehfilm)
- 1991: Der Tangospieler
- 1991: Heute sterben immer nur die andern
- 1995: Das Versprechen
- 1996: Das Geheimnis der Kormoraninsel
- 2001: Der Tunnel
- 2003: Nur Anfänger heiraten
- 2003: Abschnitt 40
- 2003: Wunschkinder und andere Zufälle
- 2004: Wolffs Revier
- 2005: Die Schokoladenkönigin
- 2005: Bella Block: Die Frau des Teppichlegers
- 2006: Die Hochzeit meiner Töchter
- 2007: Stella und der Stern des Orients
- 2007: Polizeiruf 110 – Verstoßen
- 2008: Unschuldig
- 2008: KDD – Kriminaldauerdienst
- 2009: Türkisch für Anfänger
- 2010: Satte Farben vor Schwarz
- 2011: Die zertanzten Schuhe
- 2011: Ein guter Sommer

## Theater
- 1964: John Boynton Priestley: Skandalöse Affäre von Mr. Kettle und Mrs. Moon (Teenager) – Regie: Hans-Joachim Martens (Volksbühne Berlin – Theater im III. Stock)
- 1964: Carlo Goldoni: Mirandolina (Deianiro) – Regie: Ottofritz Gaillard (Volksbühne Berlin)
- 1965: Brendan Behan: Die Geisel (Miss Gilchrist) – Regie: Horst Schönemann (Maxim-Gorki-Theater Berlin)
- 1966: Eugène Scribe: Ein Glas Wasser (Königin Anna) – Regie: Horst Bonnet (Volksbühne Berlin)
- 1967: Georg Kaiser: Nebeneinander (Tochter des Pfandleihers) – Regie: Wolf-Dieter Panse (Volksbühne Berlin)
- 1967: Friedrich Schiller: Kabale und Liebe (Lady Milford) – Regie: Hans-Joachim Martens (Volksbühne Berlin)
- 1968: Boris Djacenko: Doch unterm Rock der Teufel (Rentnerin Ulicha) – Regie: Fritz Bornemann (Volksbühne Berlin)
- 1971: Bertolt Brecht: Der gute Mensch von Sezuan (Witwe Shin) – Regie: Benno Besson (Volksbühne Berlin)
- 1971: Heiner Müller: Weiberkomödie (Anna Zabel) – Regie: Fritz Marquardt (Volksbühne Berlin)
- 1975: Jean Racine: Britannicus – Regie: Brigitte Soubeyran (Volksbühne Berlin)
- 1980: Ivan Radoev: Die Menschenfresserin (Jota) – Regie: Fritz Bornemann (Volksbühne Berlin)
- 1983: Heinrich von Kleist: Der zerbrochne Krug – Regie: Helmut Straßburger/Ernstgeorg Hering (Volksbühne Berlin)
- 1987: Jorge Díaz: Die ganze lange Nacht (Olga) – Regie: Alejandro Quintana (Berliner Ensemble)
- 1989: Nikolai Erdman: Der Selbstmörder – Regie: Manfred Wekwerth (Berliner Ensemble)
- 1991: Bertolt Brecht: Der gute Mensch von Sezuan – Regie: Alejandro Quintana (Berliner Ensemble)

## Hörspiele (Auswahl)
- 1965: Vercors: Zoo oder Der menschenfreundliche Mörder (Sybill Graeme) – Regie: Edgar Kaufmann (Rundfunk der DDR)
- 1967: Michel Cournot: Die Kinder des Gerichts (Mdm. Lallemand) – Regie: Fritz Göhler (Hörspiel – Rundfunk der DDR)
- 1968: Giles Cooper: Die unverdauliche Auster – Regie: Wolfgang Brunecker (Hörspielkomödie – Rundfunk der DDR)
- 1968: Day Keene/Warren Brand: Naked Fury – Nackte Gewalt – Regie: Helmut Hellstorff (Kriminalhörspiel – Rundfunk der DDR)
- 1969: Friedrich Schiller: Die Verschwörung des Fiesco zu Genua (Julia, Gräfin Imperiali) – Regie: Peter Groeger (Hörspiel – Rundfunk der DDR)
- 1969: Wilfried Schilling: Kellergespräche (Anneliese) – Regie: Joachim Staritz (Hörspiel – Rundfunk der DDR)
- 1970: Sophokles: Die Antigone des Sophokles (Botin) – Regie: Martin Flörchinger (Hörspiel – Rundfunk der DDR)
- 1970: Wolfgang Kohlhaase: Ein Trompeter kommt (Blanche) – Regie: Fritz-Ernst Fechner (Hörspiel – Rundfunk der DDR)
- 1971: Heinrich Mann: Die Jugend des Königs Henri Quatre – Regie: Fritz Göhler (Hörspiel – Rundfunk der DDR)
- 1973: Linda Teßmer: Am schwarzen Mann (Christel Fenske) – Regie: Joachim Staritz (Hörspiel – Rundfunk der DDR)
- 1973: Lia Pirskawetz: Spinnen-Palaver (Perlhuhn) – Regie: Barbara Plensat (Hörspiel – Rundfunk der DDR)
- 1973: Hans Christian Andersen: Der Schweinehirt (2. Hofdame) – Regie: Edgar Kaufmann, Barbara Plensat (Kinderhörspiel – Litera)
- 1974: Ivan Isacovic: Alter schützt vor Torheit nicht (Lehrerin) – Regie: Albrecht Surkau (Hörspiel – Rundfunk der DDR)
- 1975: Irmgard Keun: Das kunstseidene Mädchen (Therese) – Regie: Wolfgang Brunecker (Hörspiel – Rundfunk der DDR)
- 1975: Horst-Ulrich Semmler: Bereitschaftsdienst – Regie: Maritta Hübner (Kinderhörspiel – Rundfunk der DDR)
- 1975: Brüder Grimm: Der Trommler (Hexe) – Regie: Dieter Scharfenberg (Kinderhörspiel – Litera)
- 1975: Jiří Kafka: Vom Wasser, das zu singen aufhörte (Dürre) – Regie: Albrecht Surkau (Kinderhörspiel – Litera)
- 1976: Joachim Brehmer: Meine Frau Inge und meine Frau Schmidt (Kellnerin) – Regie: Achim Scholz (Hörspiel – Rundfunk der DDR)
- 1977: Peter Goslicki/Peter Troche: Glassplitter (Hedwig) – Regie: Joachim Staritz (Hörspiel – Rundfunk der DDR)
- 1978: Helmut Bez: Jutta oder die Kinder von Damutz – Regie: Fritz Göhler (Hörspiel – Rundfunk der DDR)
- 1978: Brüder Grimm: Das Meerhäschen (Herzogin) – Regie: Christa Kowalski (Kinderhörspiel/Kurzhörspiel – Rundfunk der DDR)
- 1981: Werner Buhss: Hotte, einfach Hotte (Mutter) – Regie: Horst Liepach (Hörspiel – Rundfunk der DDR)
- 1982: Hans Siebe: Der Tote im fünften Stock (Frau Quandt) – Regie: Barbara Plensat (Kriminalhörspiel – Rundfunk der DDR)
- 1984: Charles Perrault: Riquet und Mirabelle (Fee) – Regie: Karin Lorenz (Kinderhörspiel – Litera)
- 1987: Selma Lagerlöf: Der Wechselbalg – Regie: Christa Kowalski (Hörspiel – Rundfunk der DDR)
- 1987: Erich Kästner: Fabian oder Der Gang vor die Hunde (Fabians Mutter) – Regie: Joachim Staritz (Hörspiel – Rundfunk der DDR)
- 1988: Jan Drda: Der vergessene Teufel (Marthe) – Regie: Karlheinz Liefers (Kinderhörspiel – Rundfunk der DDR)
- 1989: Reinhard Lakomy: Der Wolkenstein (2. Nase) – Regie: Rainer Schwarz (Kinderhörspiel – VEB Deutsche Schallplatten Berlin)
- 1989: Gerhard Rentzsch: Szenen vom Lande – Regie: Karlheinz Liefers (Hörspielreihe: Augenblickchen Nr. 1 – Rundfunk der DDR)
- 1989: Annelies Schulz: Die Feuerprinzessin (Lehrerin) – Regie: Manfred Täubert (Kinderhörspiel – Rundfunk der DDR)
- 1990: Rita Herbst: Eine schrecklich nette Person (Fräulein Hubka) – Regie: Detlef Kurzweg (Kriminalhörspiel/Kurzhörspiel – Rundfunk der DDR)
- 1990: Georg Seidel: Carmen Kittel (Frau Schaller) – Regie: Fritz Göhler (Hörspiel – Funkhaus Berlin)
- 1991: Paul Zech: Das trunkene Schiff (Alte) – Regie: Wolfgang Rindfleisch (Hörspiel – Funkhaus Berlin)
- 1991: Edgar Hilsenrath: Das Märchen vom letzten Gedanken – Regie: Peter Groeger (Hörspiel – SFB/HR)